# کورتند (اوهایو)
کورتند(به انگلیسی: Cortland) شهری در ایالت اوهایو کشور ایالات متحده آمریکا است که جمعیت آن در سرشماری سال ۲۰۱۰ میلادی، ۷٬۱۰۴ نفر بوده‌است.